# 林宏司
林 宏司（はやし こうじ、1965年 - ）は、日本のテレビドラマの脚本家。

## 経歴
1965年、京都市伏見区で生まれる。生家は伏見稲荷大社のそばにあり、祖父が築いた「京都の林木材」として地元で有名な材木問屋で、父は林木材の2代目。林は3兄弟の末っ子（姉と兄がいる）。
NHKで放送された山田太一脚本のテレビドラマ『男たちの旅路』が脚本家を目指すきっかけだという。中学生の頃は、卒業後は進学せずに働きながら漫画原作者を目指そうと思ったが偶然出会ったある漫画家に「学校行かないと漫画かけないよ」と言われ漫画編集者も多くは有名大学を出ていることに驚いて進学することにしたという。
滋賀県近江八幡市の近江兄弟社高校を4年かけて卒業し、関西学院大学社会学部に入り卒業。
上京して大手出版社に入社、女性週刊誌の芸能部門に配属される。会社勤務の傍らでシナリオスクールの4週間講座を受講し「小学生の作文以来の快感」を得て、やっぱりこれだと思ったという。出版社を6年で退社し、漫画原作者や脚本家を目指して各コンクールに作品応募を続けた。3年やってもだめだったら諦めて再就職するつもりだったという。期限ギリギリの3年目に漫画原作賞を受賞、1999年にテレビドラマ脚本賞佳作受賞を経て、2000年『涙をふいて』で脚本家デビュー。専門的な分野を描くことを得意としている。
2020年前期の連続テレビ小説『エール』の脚本を担当することが決定して執筆し、2019年9月にクランクインしていたが、11月にNHKより「制作上の都合」との発表があり降板した。
2019年、初めてとなる小説『トップナイフ』を刊行する。
2025年、『いつか、ヒーロー』で5年ぶりに連続ドラマを手がける。

## 作品

### 連続ドラマ
- 涙をふいて（2000年、フジテレビ） ※共同
- 救命病棟24時 第2シリーズ（2001年、フジテレビ） ※共同
- ビッグマネー!〜浮世の沙汰は株しだい〜（2002年、フジテレビ） ※共同
- 熱烈的中華飯店（2003年、フジテレビ） ※共同
- 離婚弁護士（2004年、フジテレビ）※共同
- 離婚弁護士II 〜ハンサム ウーマン〜（2005年、フジテレビ）
- 医龍-Team Medical Dragon-（2006年、フジテレビ）
- 医龍-Team Medical Dragon-2（2007年、フジテレビ）
- ハゲタカ（2007年、NHK）
- コード・ブルー -ドクターヘリ緊急救命-（2008年、フジテレビ）
- BOSS（2009年、フジテレビ）
- コード・ブルー -ドクターヘリ緊急救命-2nd season（2010年、フジテレビ）
- GM〜踊れドクター（2010年、TBS）
- 医龍-Team Medical Dragon-3（2010年、フジテレビ）
- BOSS -2nd season（2011年、フジテレビ）
- 夜のせんせい（2014年、TBS）
- アイムホーム（2015年、テレビ朝日）
- お義父さんと呼ばせて（2016年、関西テレビ）
- スニッファー 嗅覚捜査官（2016年、NHK総合）
- コールドケース 〜真実の扉〜（2016年、WOWOW）
- ヘッドハンター（2018年、テレビ東京）
- ドロ刑 -警視庁捜査三課-（2018年、日本テレビ）
- トップナイフ-天才脳外科医の条件-（2020年、日本テレビ）[5]
- エール（2020年、NHK） - 原作・原案
- いつか、ヒーロー（2025年、朝日放送テレビ・テレビ朝日） - 脚本[4]

### 単発ドラマ
- 女の一代記 第3夜・杉村春子「悪女の一生〜芝居と結婚した女優・杉村春子の生涯〜」（2005年、フジテレビ）
- 離婚弁護士 新春スペシャル（2005年、フジテレビ）
- 感染爆発〜パンデミック・フルー（2007年、NHK）
- コード・ブルー -ドクターヘリ緊急救命- 新春スペシャル（2009年、フジテレビ）
- 事件救命医〜IMATの奇跡〜（2013年、テレビ朝日）
- 事件救命医2〜IMATの奇跡〜（2014年、テレビ朝日）
- スニッファー 嗅覚捜査官 スペシャル（2018年、NHK）

### 映画
- ハゲタカ（2009年）

### コミック
- SKIN-All Need is Beauty.（ビッグコミックス、画：中井邦彦） ※原作を担当

### 小説
- トップナイフ（2019年12月、河出文庫）